# Đồi Thánh Giá

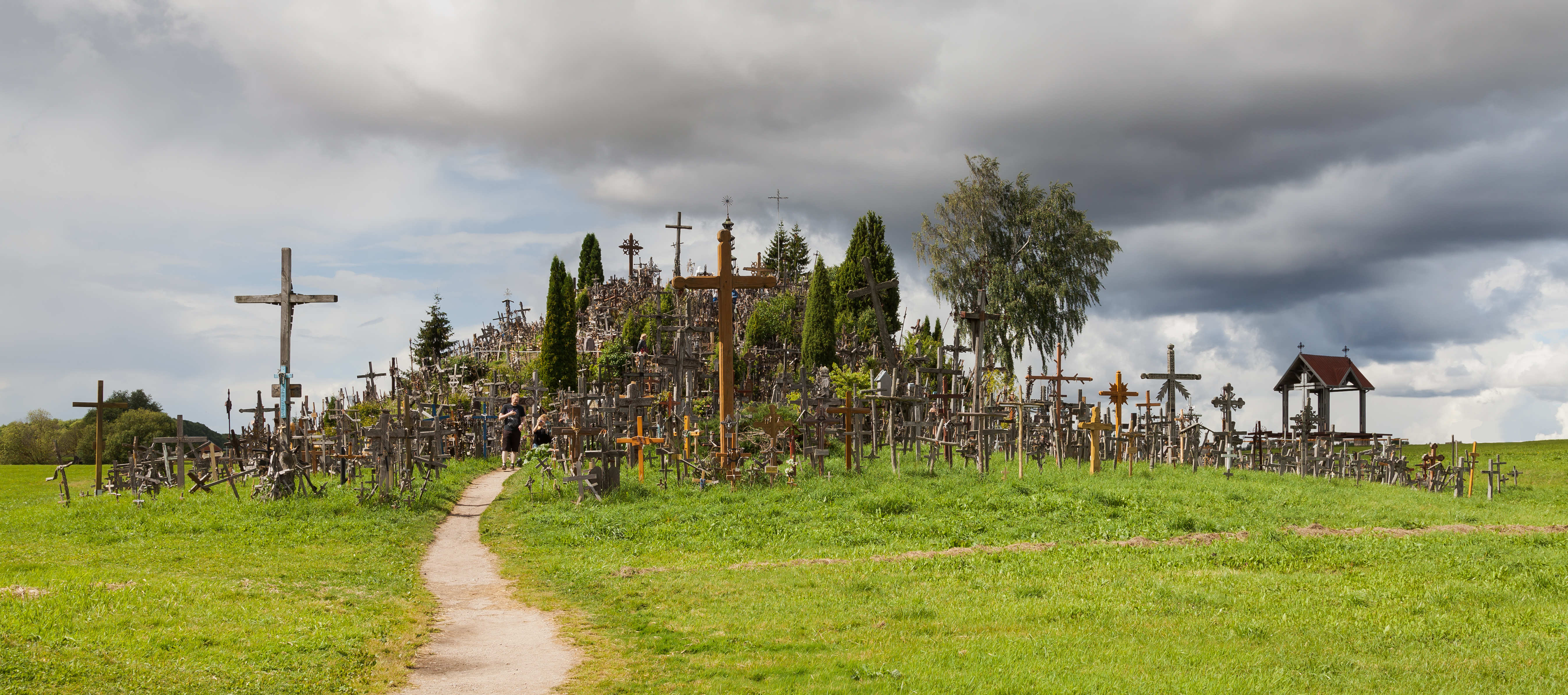
Quang cảnh từ xa của Đồi Thánh Giá

Ngọn đồi Thánh giá (tiếng Litva: Kryžių kalnasⓘ) là địa điểm hành hương cách thành phố Šiauliai, Litva khoảng 12 km về phía bắc.
Nguồn gốc chính xác của nghi thức thực hành để lại các cây thánh giá trên đồi vẫn chưa được sáng tỏ, nhưng người ta tin rằng những cây thánh giá đầu tiên được đặt trên đỉnh đồi Jurgaičiai hoặc Domantai sau cuộc nổi dậy năm 1831.
Trải qua nhiều thế kỷ, không chỉ Thánh Giá và những bức tượng lớn Chúa Giê-su bị đóng đinh, cả tượng đức Trinh nữ Maria, phù điêu các nhà ái quốc Litva và hàng ngàn hình nộm tí hon và chuỗi mân côi đã được những nhà hành hương Công giáo mang đến.
Trong thế chiến thứ II, Đức Quốc Xã từng chiếm đóng khu vực này. Sau khi Đức Quốc Xã bại trận, đến lượt Liên Xô chiếm giữ thành phố Siauliai và ngọn đồi thánh giá. Chính phủ Liên Xô tiếp tục dời bỏ các cây Thánh giá và nâng ngọn đồi lên cao gấp ba lần vào những năm 1961, 1973 và 1975, họ đốt những cây Thánh giá gỗ và biến những cây Thánh giá kim loại thành đồ phế liệu. Vùng này phủ đầy chất thải và nước thải để làm dân địa phương nản lòng mà không quay lại. Bất chấp nhiều biến cố và thăng trầm của lịch sử ngọn đồi này vẫn là biểu tượng dân tộc của Litva, rồi khách hành hương ở khắp nơi lại ùn ùn kéo đến.
Số lượng chính xác các cây thánh giá trên đồi không được biết rõ, nhưng người ta ước đoán có khoảng 55 ngàn cái hồi năm 1990 và khoảng 100 ngàn cái năm 2006.

## Lịch sử
Qua nhiều thế hệ, nơi này đã biểu thị cho sự thanh bình bền bỉ của Công giáo Lithuania bất chấp những mối đe dọa mà nó phải đối mặt trong suốt lịch sử. Những cây thánh giá đầu tiên xuất hiện cách đây hơn 185 năm do người thân của những người thiệt mạng trong cuộc nổi dậy vào năm 1831 mang đến. Khoảng 10.000 đến 20.000 người đã chết trong cuộc chiến này và người thân của họ mang những cây thánh giá đến như lời cầu nguyện cho những linh hồn đã mất được an nghỉ.
Khi cấu trúc chính trị cũ của Đông Âu sụp đổ vào năm 1918, Lithuania lại một lần nữa tuyên bố độc lập. Trong suốt thời gian này, Đồi Thánh Giá được sử dụng như một nơi để người Lithuania cầu nguyện cho hòa bình, cho đất nước của họ, và cho những người thân yêu mà họ đã mất trong cuộc Chiến tranh Độc lập.
Trong nỗ lực triệt tiêu Thiên chúa giáo ở trong khối Đông Âu, chính quyền Xô viết đã tìm cách san bằng ngọn đồi trong nhiều lần. Liên Xô đã điều nhiều xe đến ủi, đốt các thánh giá bằng gỗ, và biến các thánh giá bằng kim loại làm sắt vụn, đào mương quanh đồi thậm chí bắt giữ những ai đem những cây thánh giá đến nhưng chúng vẫn được lén đưa vào ban đêm như là một hành động phản kháng của người Thiên Chúa giáo Lithuania chống lại chính quyền Xô viết. Giờ đây, đã hơn một phần tư thế kỷ kể từ khi Liên Xô sụp đổ, những cây thánh giá vẫn còn đứng đó.

## Thư viện ảnh

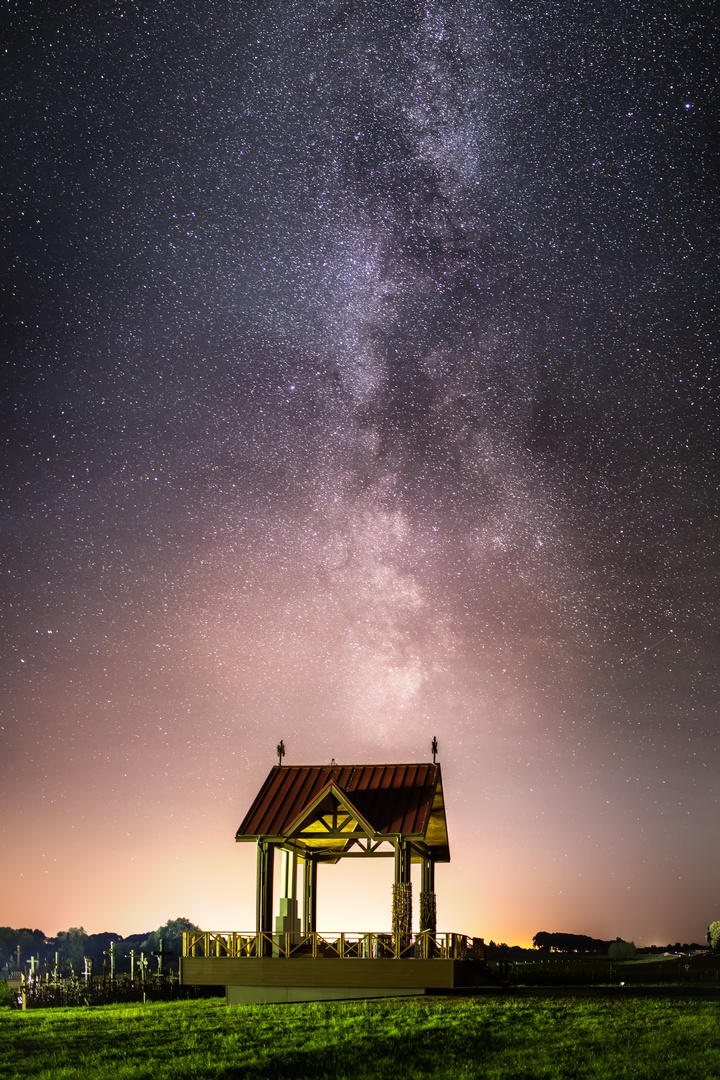
Nhà nguyện
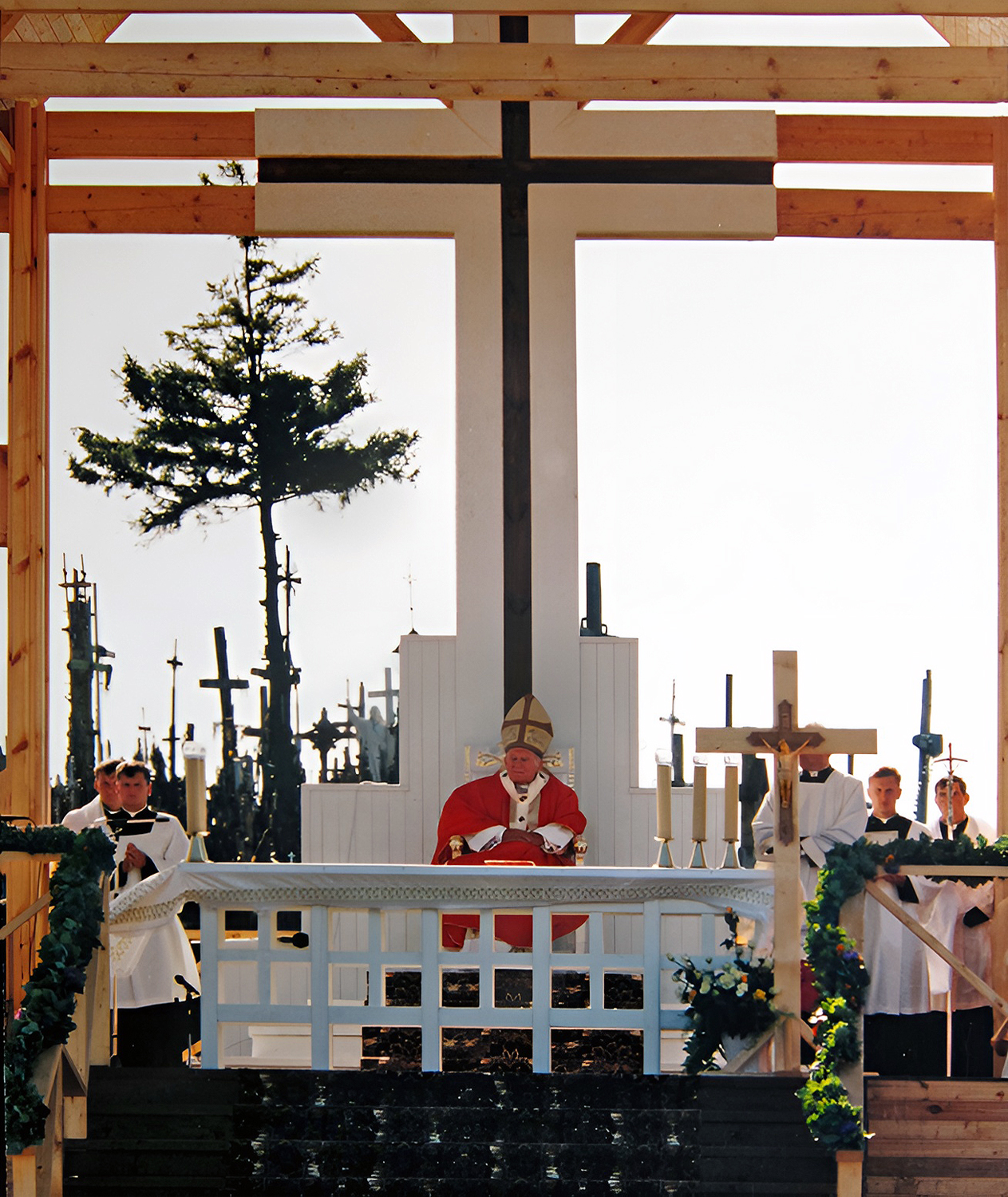
Đức Giáo Hoàng Gioan Phaolô II
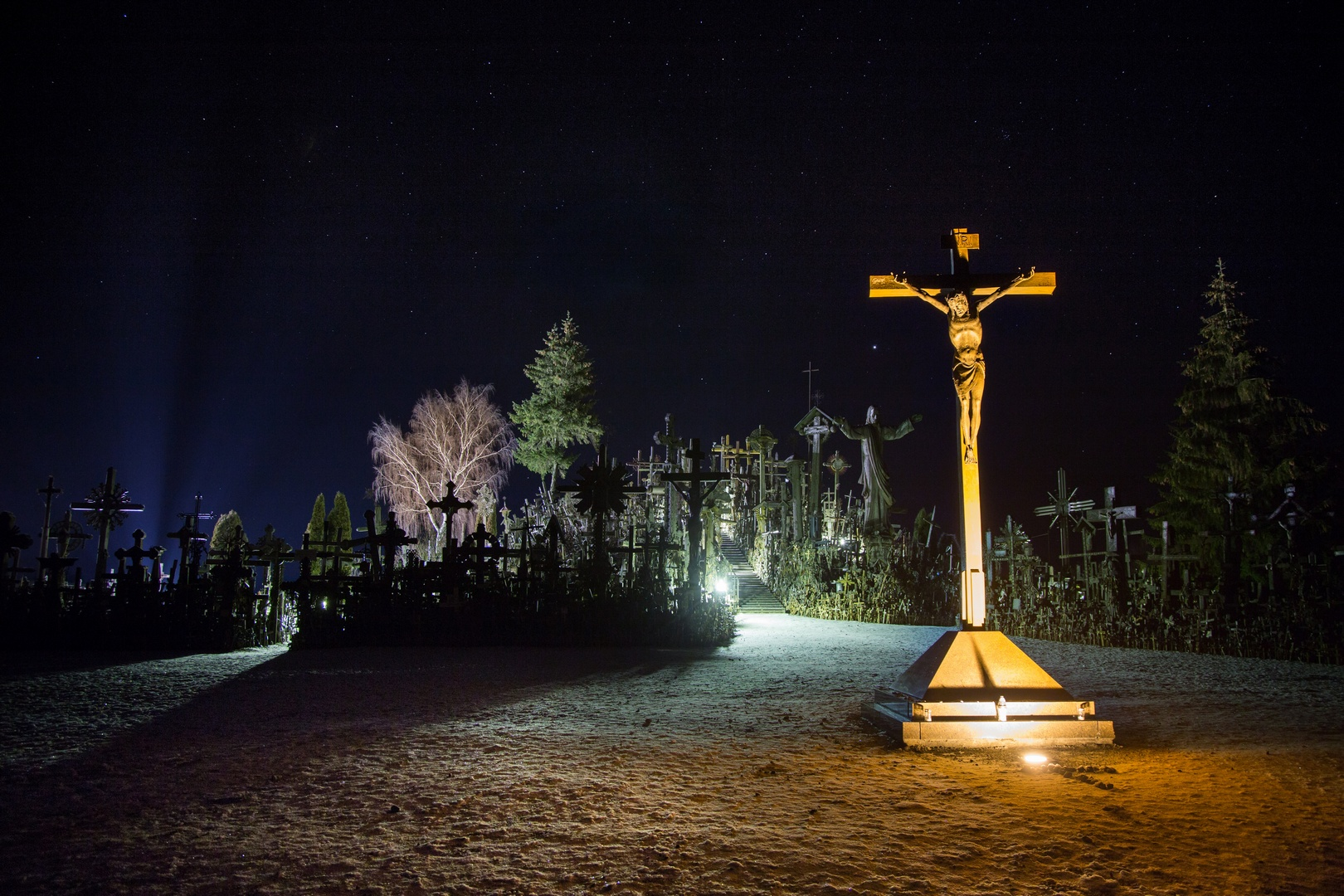
Đồi Thánh Giá trong đêm
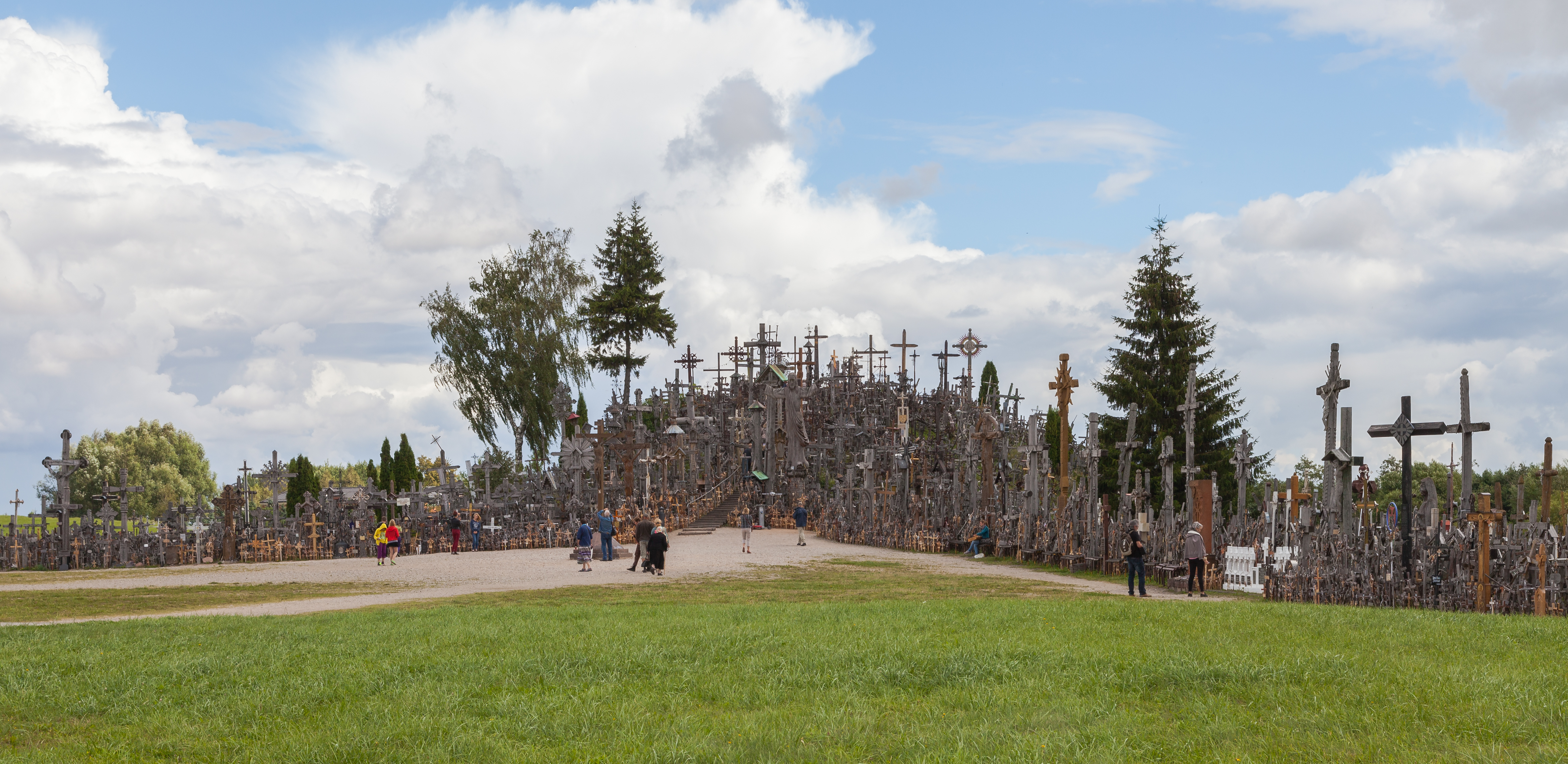
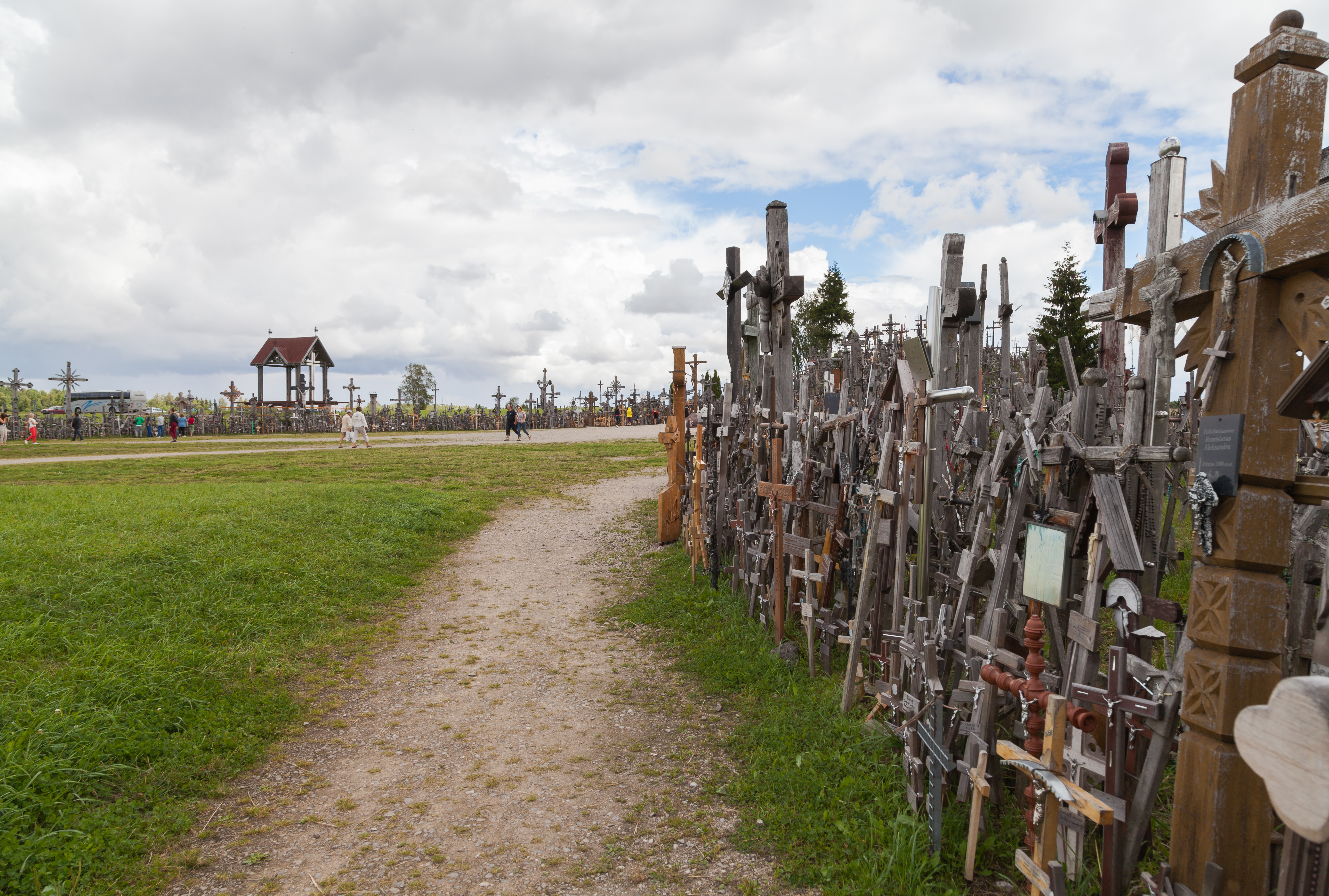
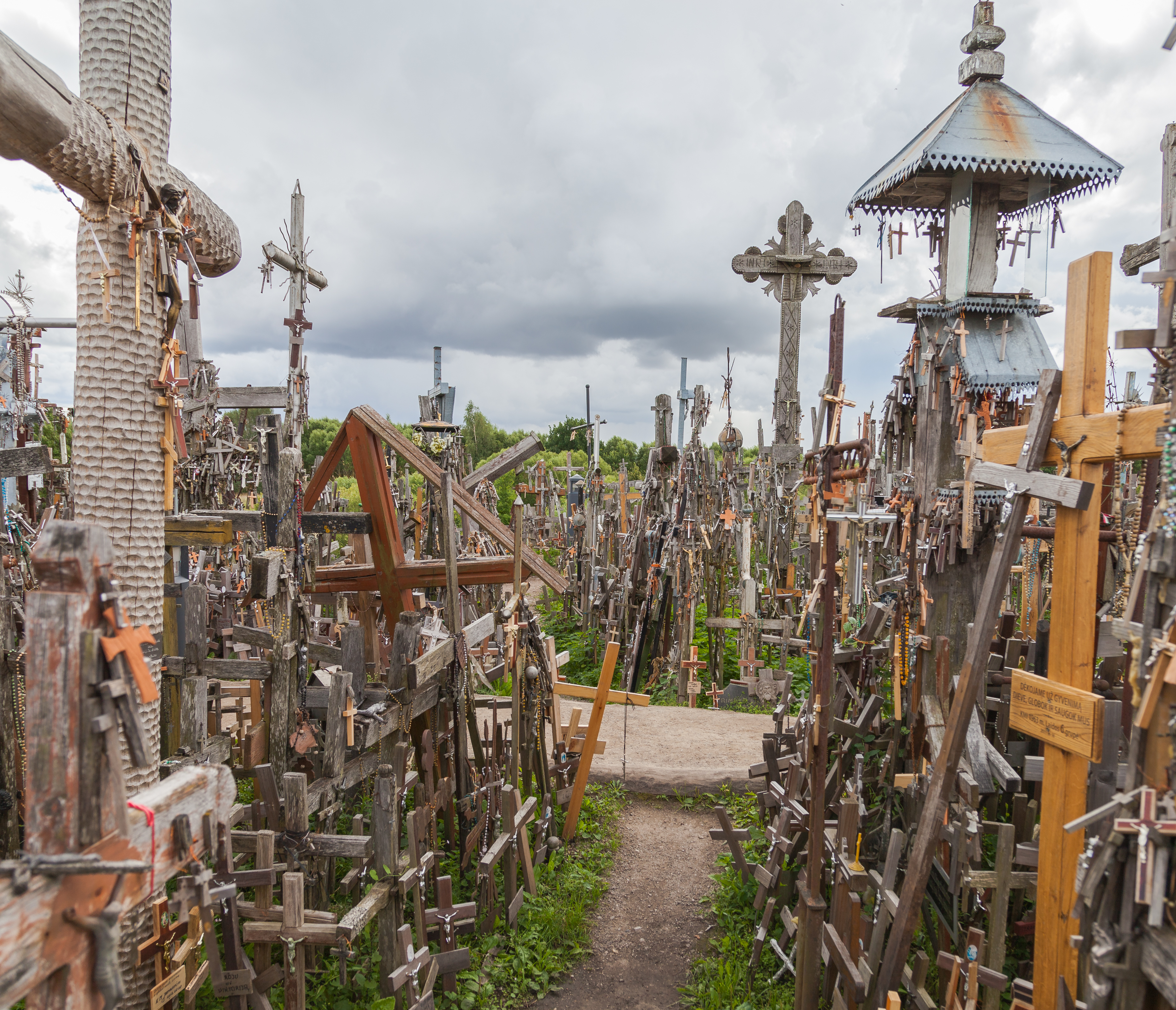
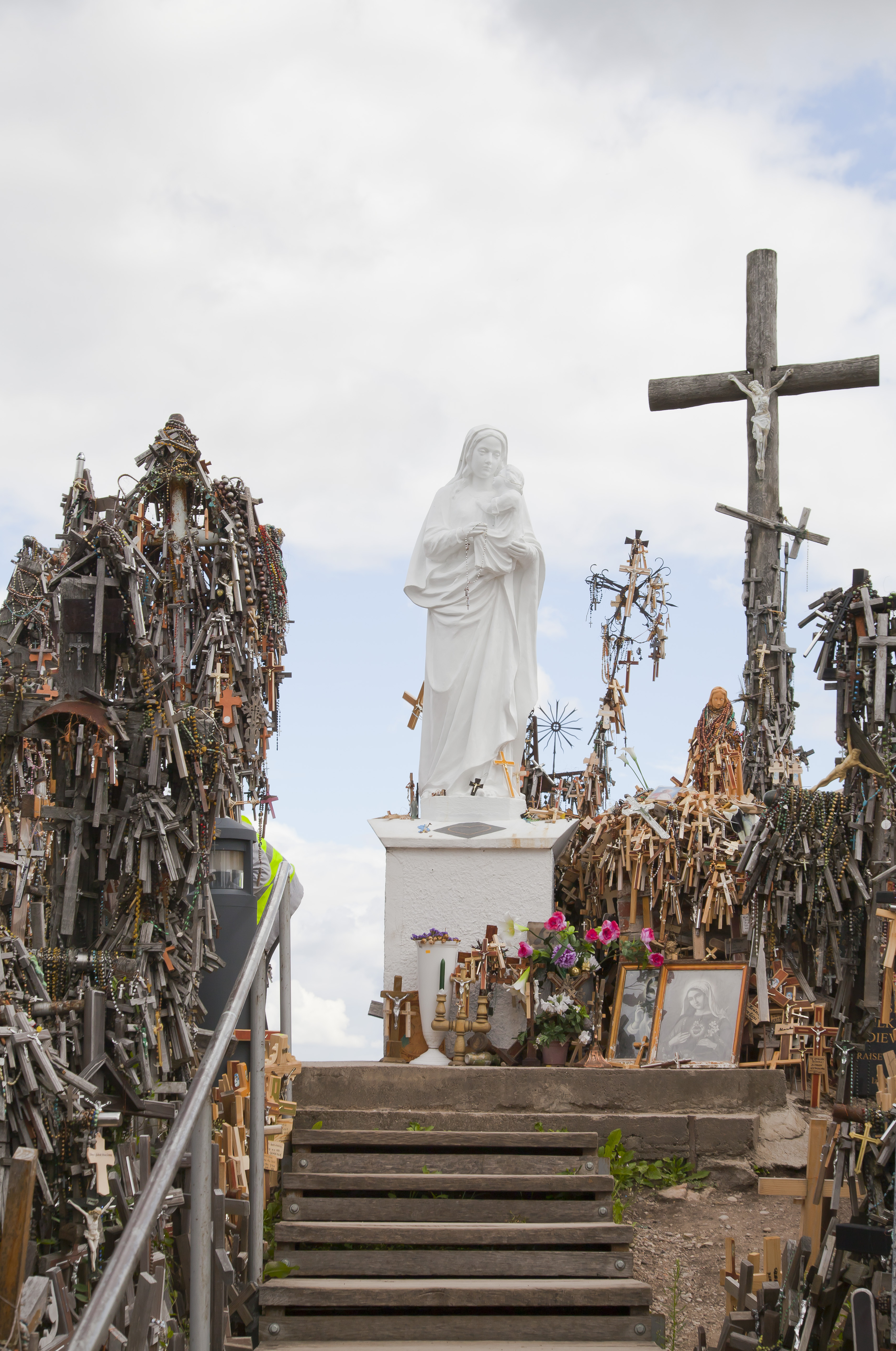
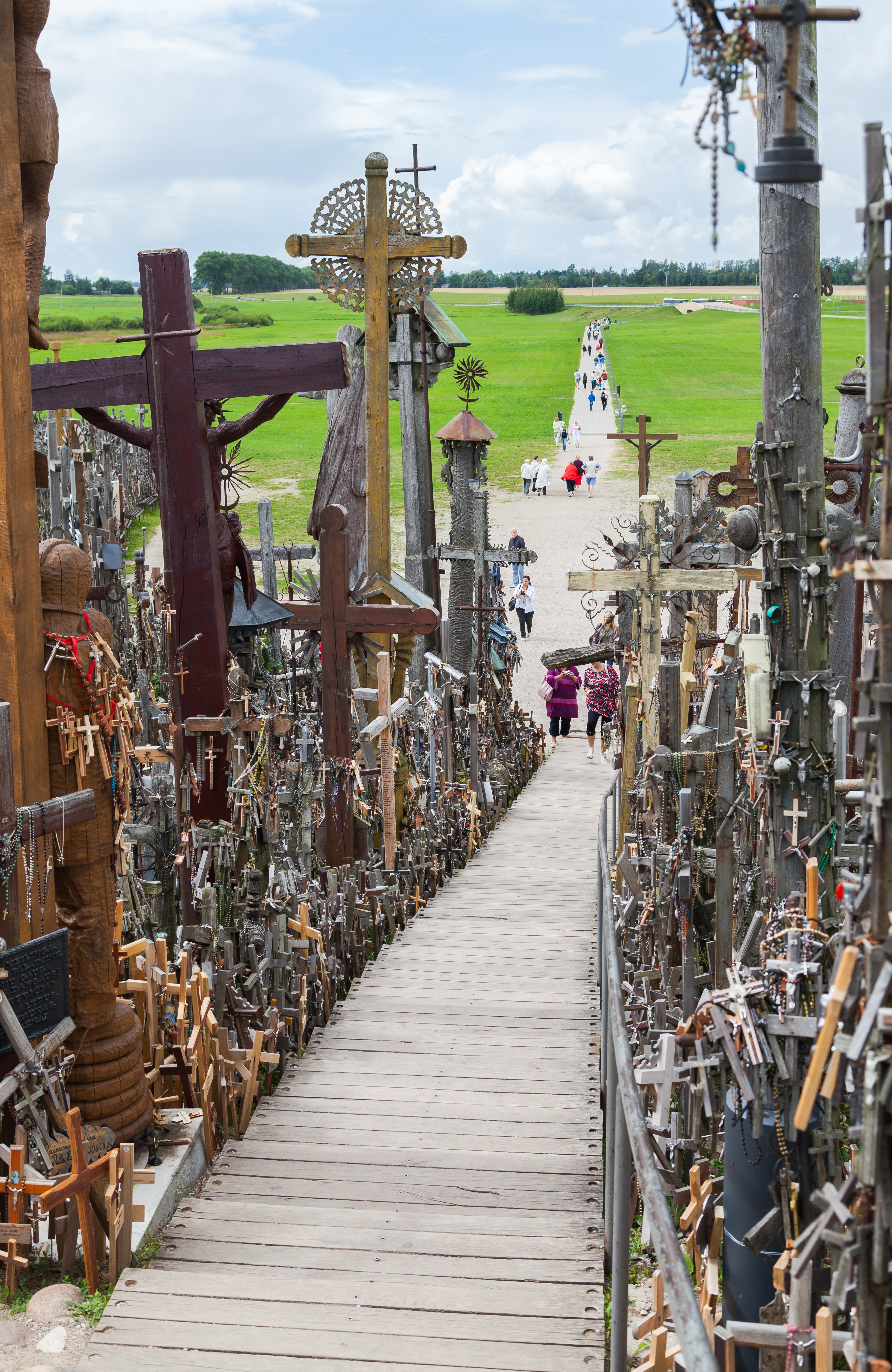
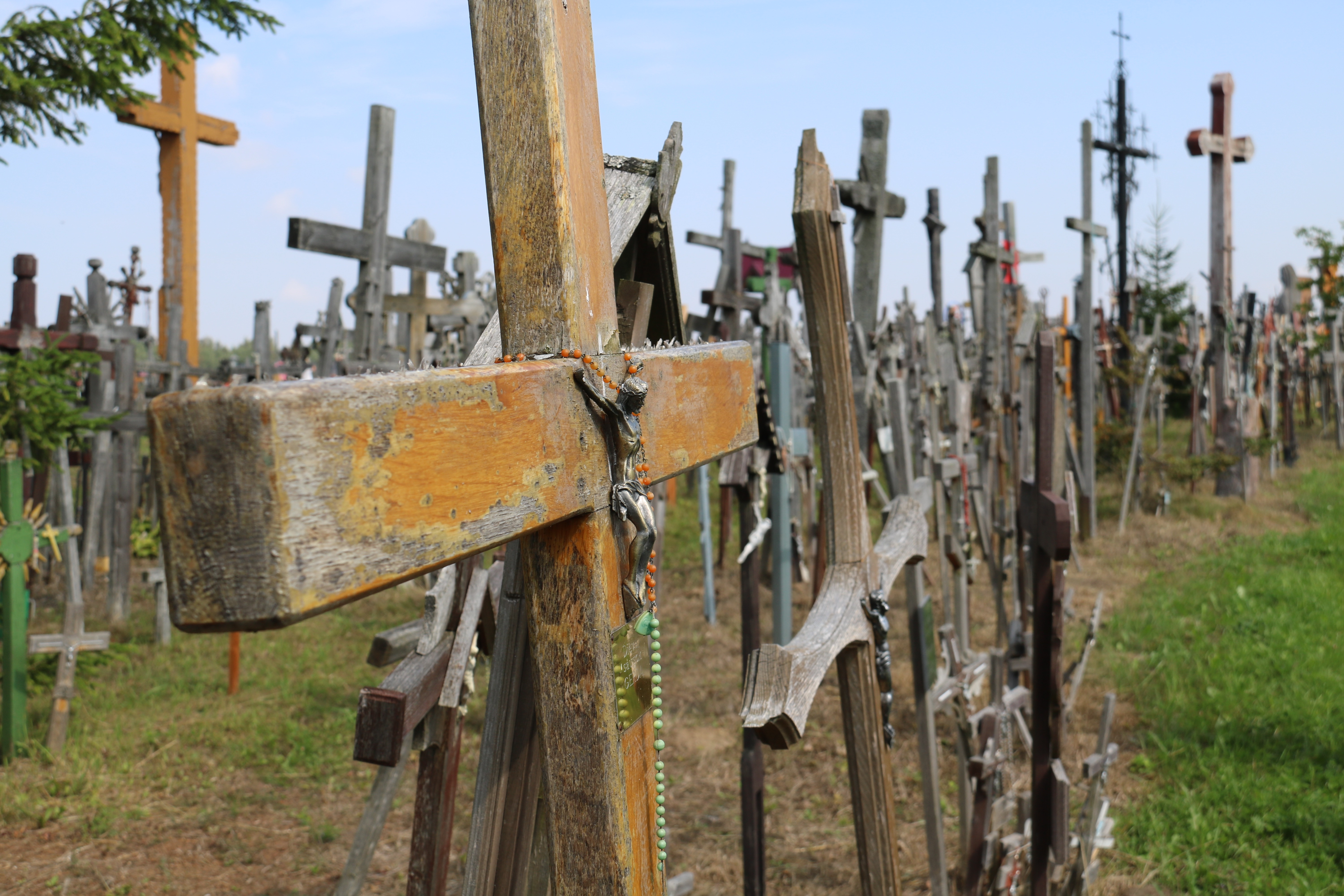